# Sound + Vision Tour
The Sound + Vision Tour — концертный тур британского рок-музыканта Дэвида Боуи 1990 года, который продвигался с упором на лучшие хиты музыканта. После гастролей Боуи отказался от большинства старых песен в будущих концертных турах. Гастроли стартовали в Colisée de Québec 4 марта 1990 года (Квебек), и завершились на River Plate Stadium 29 сентября 1990 года (Буэнос-Айрес), охватив пять континентов за семь месяцев. The Sound + Vision Tour превзошёл статистику предыдущих туров Боуи Serious Moonlight Tour (1983) и Glass Spider Tour (1987), музыкант посетил 27 стран и отыграл 108 шоу.
Соавтором и художественным руководителем этого турне был Эдуард Лок из La La La Human Steps.

## Подготовка
Предыдущий тур Боуи, Glass Spider Tour, и два его последних альбома (Tonight (1984) и Never Let Me Down (1987)) были раскритикованы СМИ, и музыкант искал способ омолодить себя в творческом плане. Боуи хотел избавиться от необходимости постоянно исполнять старые хиты на концертах и использовал выпуск бокс-сета Sound + Vision в качестве стимула для будущего турне, несмотря на то, что он не содержал новых песен. Боуи поставил на паузу проект Tin Machine чтобы погастролировать, сообщив группе, что по контракту он обязан участвовать в турне. Музыкант попросил присоединиться к нему гитариста Tin Machine Ривза Гэбрелса, однако тот отказался — вместо этого предложив Эдриана Белью, с которым они оба работали ранее. Гэбрелс позвонил Белью и сказал: "«У меня есть друг, который собирается в турне, и ему нужен гитарист. Он попросил меня, но я не могу поехать с ним, и я подумал, что возможно, сможешь ты, — и передал Дэвиду трубку».
Перед гастролями было объявлено, что это последнее турне, в котором исполняются старые хиты музыканта. Во время пресс-конференции Боуи заявил: «Осознание того, что под рукой больше не будет тех песен, на которые я мог всегда положиться, побуждает меня продолжать создавать что-то новое, что является несомненным плюсом для артиста», позже добавив «У меня нет намерения „заиграть до дыр“ старые песни, ведь они становятся заезженными если исполнят их в течение 20 лет. Ты уже не можешь петь их с тем же энтузиазмом. Не имеет значения кто ты, просто с определённого момента это не приносит тебе удовольствия».
Боуи с нетерпением ждал возможности отказаться от старых хитов, подчёркивая: «Пришло время убрать около 30 или 40 песен „в стол“, моя цель — в последний раз задействовать эти песни, потому что, если я хочу подвести черту под своим старым творчеством, я должен сделать это решительно и стараться не возвращаться к нему впредь. Проще оставлять всё как есть и рассуждать, „ну, я же всегда могу положиться на эти песни, я могу исполнять их чтобы поддерживать карьеру или что-то в этом роде“, но я не уверен, что хочу этого». В другом интервью он заявил: «Я хочу завершить этот этап [моей карьеры] и начать всё заново. К тому времени, когда мне будет за сорок, я создам совершенно новый репертуар». Некоторые представители прессы отмечали, что Боуи «известен» тем, что в прошлом неоднократно заявлял о выходе на пенсию, поэтому многие из них скептически отнеслись к заявлениям музыканта по поводу отказа от старого, проверенного материала. Готовясь к гастролям музыкант провёл несколько месяцев в репетиционном зале на западной стороне Манхэттена.

## Выбор песен
Было объявлено, что часть концертной программы, каждого отдельного шоу, будет включать песни победившие в масштабном голосовании, которое проводилось при помощи специальной телефонной линии — 1-900-2-BOWIE-90. Деньги, полученные от телефонных звонков, были пожертвованы двум благотворительным организациям: Save the Children и Brixton charity. В странах, где номер был недоступен, можно было проголосовать по почте. Боуи действительно составил сет-лист турне полагаясь на телефонные звонки, заявив: «В итоге я взял около семи или восьми [песен] из голосования в Англии, ещё семь или восемь — выбранных в Европе, а остальные — опираясь на Америку, так что получилась хорошая подборка демонстрирующая [вкусы фанатов] со всех континентов».
Первые концерты турне, состоявшиеся в марте 1990 года в Канаде, были сыграны до завершения телефонных опросов, так что Боуи пришлось предугадать популярные песни самостоятельно. В США голосование фанатов возглавили песни «Fame», «Let’s Dance» и «Changes», в то время как в Европе лидерами были композиции «„Heroes“» и «Blue Jean». В ответ на телефонный опрос редакция журнала NME провела шуточную кампанию Just Say Gnome, чтобы включить в концертную программу песню «The Laughing Gnome». Первоначально Боуи подумывал сыграть песню «в стиле The Velvet Underground или что-то в этом роде», но после того как узнал, что голосование было фейковым — полностью отказался от неё.

## Дизайн
Эдуард Лок (из La La La Human Steps) был соавтором и художественным руководителем турне. Изначально Боуи хотел задействовать La La La Human Steps ещё для Glass Spider Tour, однако от идеи пришлось отказаться из-за конфликта графиков. Учитывая принебрежительное отношение прессы к его предыдущему турне, Боуи стремился, чтобы The Sound + Vision Tour выглядел по-другому. Музыкант отмечал: «Это будет постановка, я никоим образом не мог и помышлять чтобы организовать на сцене что-то не связанное с театром (произносит „театр“ с сильным британским акцентом), однако она не будет откровенным театром, не будет базироваться на тех же принципах. Программа будет ближе к нашей работе над „турне Station to Station“, шоу которого в основном сводилось к использованию своего рода брехтовской световой площадки, рабочих зон и атмосферы света, упор будет в эту сторону». Боуи нанял Вилли Уильямса для разработки освещения для концертной программы, с которым уже сотрудничал над прошлым концертным туром Tin Machine Tour (в составе Tin Machine).
Артист подчеркнул, что этот тур «далеко не такой амбициозный, как Glass Spider Tour по своему размаху, но сравнительно, в сущности, я думаю, что он такой же театральный». Помимо детально проработанного освещения и рок-группы, состоящей из 4 человек, Боуи использовал на сцене новый элемент: гигантскую прозрачную газовую ширму размером шестьдесят на сорок футов. Иногда её опускали перед или позади Дэвида проецируя на неё изображения самого артиста или его видеозаписи. Боуи описывал новшество как «временами напоминающее гигантский яванский театр теней». Видеоролики проецируемые на ширме также отображались на двух больших круглых экранах по обе стороны сцены.
Декорации возводились силами технической бригады состоящей из 80 человек (гастролирующей с Боуи), а также при помощи местных рабочих. Для перевозки одного комплекта декораций (был второй дополнительный) требовалось 8
грузовиков (а также 4 отдельных автобуса для рабочих), их установка занимала 9 часов, демонтаж — 4 часа.
Во врем шоу на ширму и боковые экраны проецировались записи танцующей под музыку Луизы Лекавалье из La La La Human Steps, а также кадры с Боуи, поющим, играющим на инструментах, имитирующим или иным образом исполняющим определённые песни. На нескольких концертах, например в Монреале 6 марта 1990 года, на сцене танцевали некоторые танцоры из La La La Human Steps. Боуи был в восторге от включения этого проекта в турне: «Вы никогда не видели ничего подобного раньше. Они, вероятно, ведущая авангардная танцевальная труппа в Северной Америке. Их звезда Луиза Лекавалье не похожа ни на что другое, что вы когда-либо видели на сцене. Она абсолютно феноменальна… Танцевальная труппа невероятна. В их творчестве сталкиваются друг с другом панк и балет».

## Fame ’90
Поскольку в преддверии турне не записывался новый материал, Боуи подготовил обновлённый ремикс на сингл 1975 года «Fame» под названием «Fame ’90». Идеей было сделать ремикс на какой-нибудь популярных сингл артиста в США, также рассматривалась песня «Let’s Dance», но от неё отказались, так как Боуи посчитал её слишком свежей. На «Fame 90» был снят новый клип, где артист станцевал с Луизой Лекавалье, одной из прим La La La Human Steps. Впоследствии композиция была включена в саундтрек к фильму «Красотка» (1990) — американская версия её видеоклипа содержит сцены из этого фильма.

## Записи
Боуи хотел записать один из концертов турне, так как делал это очень редко: «Мы собираемся снять его для потомков; я надеюсь на это. Я всегда жалел, что не запечатлел такие вещи, как концерты турне „Diamond Dogs“. Мы не сняли ни одного шоу турне „Station to Station“. Или концерта „соул-эпохи“; с Дэйвом Сэнборном и теми остальными парнями. У меня нет абсолютно никаких видеозаписей этих выступлений. Это ужасно. … Это приводит в бешенство».
Несмотря на это, ни одна запись турне не была выпущена официально ни на аудио, ни на видеоносителях. Ряд выступлений были сняты и записаны для теле- и радиопередач:
| Дата             | Место                                              | Транслировался     |
| 16 мая 1990      | Tokyo Dome                                         |                    |
| 5 августа 1990   | Milton Keynes Bowl                                 | BBC Radio 1        |
| 14 сентября 1990 | Estádio José Alvalade                              | RTP1               |
| 20 сентября 1990 | Sambodromo de Rio — Рио-де-Жанейро                 | Rede Globo         |
| 23 сентября 1990 | Estadio de Palmeiras — Сан-Паулу                   | Radio Transamérica |
| 27 сентября 1990 | Rock in Chile Festival — Estadio Nacional de Chile |                    |

## Отзывы современников
Журнал Rolling Stone назвал летний концертный сезон 1990 года «сезоном, который отпечатается в памяти», и включил турне Sound + Vision в число его самых ярких моментов. Рецензент писал: «Луиза Лекавалье из Монреальской танцевальной труппы La La La Human Steps демонстрирует авангардную акробатику, а несколько [музыкальных] номеров украшены потрясающими короткометражными фильмами, в том числе видео для „Ashes to Ashes“, которое просто нужно видеть. В остальном — никакой пиротехники, лазерных лучей, и, что самое главное, никаких хрустальных пауков», последний пассаж являлся отсылкой к предыдущему сольному турне Боуи. Оценка журналом первых концертов была положительной: «Боуи доказал, что способен охватить практически все свое разнообразное творчество — даже те песни, которые сейчас кажутся самыми далекими — благодаря чистой вокальной силе и харизме», публицист сетовал лишь на то, что «концертная группа не всегда соответствовала возложенным ожиданиям, демонстрируя слишком большое уважение к студийным аранжировкам песен». В обзоре концерта в Ванкувере, отмечалось, что «Боуи не звучал настолько хорошо уже много лет», похвалив акцент тура не только на песнях, но и на самом артисте. Визуальные эффекты шоу в Сиэтле были названы «отпадными», а Боуи — новатором, рецензент жаловался лишь на то, что сама музыка казалась «механической».
Хотя билеты на некоторые концерты в Северной Америке не были распроданы полностью, например, в Сиэтле и на некоторых концертах во Флориде, в целом турне было успешным. Зачастую билеты раскупались за несколько дней, например на концерты в Сан-Франциско, Сакраменто, Филадельфии и Детройте. Британский концерт в Milton Keynes Bowl подвергся резкой критике со стороны журнала Melody Maker, который назвал исполнение некоторых песен «плоским», а композицию «Pretty Pink Rose» — «большой кучей дерьма».

## Инциденты
В середине турне Боуи, Эрдал Кызылчай и гитарист Эдриан Белью присоединились к блюзовому исполнителю Бадди Гаю для выступления на выставке NAMM Expo ’90 в Чикаго, на которой проходило чествование музыканта.
Месяц спустя, во время шоу в Филадельфии, Боуи прервал выступление в середине песни «Young Americans», чтобы высказаться против музыкальной цензуры, в частности, из-за скандала вокруг альбома As Nasty as They Wanna Be группы 2 Live Crew, заявив: «Я ознакомился с пластинкой 2 Live Crew. Не самая лучшая запись в истории. Но когда я услышал, что её запретили, я тут же пошел и приобрёл себе экземпляр. Свобода мысли, свобода слова — это одна из самых важных вещей, которые у нас есть». Во время концерта в Модене Боуи остановил выступление в середине песни «Station to Station», заявив со сцены: «Хорошо, мне придётся выбрать несколько песен попроще, иначе я не осилю и половины концертной программы… . Давайте попробуем „Fame“». Затем музыкант взял свою гитару и бросил её на другую сторону сцены. По слухам, что в тот день у Боуи была простуда, и он был разочарован тем, что болезнь сказалась на его вокале.

## Статистика
Гастроли стартовали в Квебеке 4 марта 1990 года, завершившись в Буэнос-Айресе, 29 сентября 1990 года — за семь месяцев было посещено пять континентов. The Sound+Vision Tour превзошел статистику предыдущих турне Боуи Serious Moonlight и Glass Spider Tour — музыкант отыграл 108 концертов в 27 странах. По оценкам, только на десяти шоу в Соединенном Королевстве общее количество зрителей составило 250 000 человек. По оценкам экспертов, валовый доход гастролей составил 20 миллионов долларов (что равняется 41 миллиону долларов сегодня, с поправкой на инфляцию).

## Наследие
Боуи почувствовал, что снял с себя бремя, отказавшись от старых хитов, которые, по его мнению, он был вынужден исполнять снова и снова, заявив: «[Отказ от моих старых хитов] был очень эгоистичным поступком, но таким образом я получил огромную свободу, ведь я почувствовал, что впредь я не могу полагаться на эти песни. Теперь я как будто начинаю всё с нуля: „Хорошо, мы знаем, какие песни нам больше не нужно исполнять. Что из моего прошлого [репертуара] мне действительно нравилось?“. Ты выбираешь песни, которые были действительно хорошими произведениями, и пытаешься реконструировать их, придавая им актуальные, современные ритмы. И мы обсуждали такие вещи, как „Shopping for Girls“ группы Tin Machine, „Repetition“ и „Quicksand“ из альбома Hunky Dory. Некоторые песни, которые я, вероятно, никогда не исполнял на сцене. Они работают плечом к плечу с новым материалом, и я начинаю видеть преемственность в том, как я работаю».
Как правило, большинство песен, задействованных Боуи в этом турне, в последующие годы вернулись в концертную программу музыканта, и лишь небольшая их часть действительно была отправлена «на пенсию»; самыми
известными произведениями, которые больше никогда не исполнялись артистом вживую, были «Young Americans» и «Rock ’n’ Roll Suicide». Также, Боуи лишь раз сыграл композицию «Space Oddity» во время следующих гастролей, хотя трижды исполнял её на других мероприятиях. В будущих турах Боуи фактически начнет играть менее известные песни, лишь изредка перемежающиеся с его старыми «хитами», и будет предпочитать материал, написанный им после 1990 года. По окончании гастролей Боуи вернулся в группу Tin Machine для записи второго студийного альбома.
Концерт в Загребе, состоявшийся 5 сентября 1990 года, стал последним большим концертом в этом городе — перед началом войны в Югославии и последующим распадом страны.

## Участвующие музыканты
Боуи специально подбирал для турне небольшой состав музыкантов, уточнив в одном из интервью: «Получается гораздо более компактный звук. Он не такой раздутый, как в других моих турне. Плюс такого подхода в определённом драйве и
сплоченности, которые вы получаете с таким урезанным составом, где всё полностью зависит от двух или трех других парней, поэтому каждый выкладывается намного сильнее». Во время тура в группе сохранялось некоторое напряжение, вспоминал музыкант Эрдал Кызылчай, который отмечал, что Боуи «был не очень доволен [в целом]», а временами «очень напряжён, особенно в Южной Америке. Он даже не приходил на саундчеки». Клавишник Рик Фокс не участвовал в туре; время от времени он обедал на сцене и по крайней мере в одном случае включил свою аппаратуру и исполнил свой собственный материал, пока звучали отрывки из песен Боуи.
- Дэвид Боуи — ведущий вокал, гитара, саксофон[10]
- Эдриан Белью — соло-гитара, бэк-вокал, музыкальный руководитель[42]
- Эрдал Кызылчай — бас-гитара, бэк-вокал
- Рик Фокс — клавишные, бэк-вокал
- Майкл Ходжес — ударные

## Список композиций
Этот список даёт представление о среднестатистическом сет-листе турне. В качестве примера взята концертная программа шоу в Milton Keynes Bowl (5 августа 1990 года), тем не менее, в зависимости от шоу, песни могли меняться.
1. «Space Oddity»
2. «Rebel Rebel»
3. «Ashes to Ashes»
4. «Fashion»
5. «Life on Mars?»
6. «Pretty Pink Rose»[англ.]
7. «Sound and Vision»
8. «Blue Jean»
9. «Let’s Dance»
10. «Stay»
11. «Ziggy Stardust»
12. «China Girl»
13. «Station to Station»
14. «Young Americans»
15. «Suffragette City»
16. «Fame»
17. «„Heroes“»

На бис
1. «Changes»
2. «The Jean Genie»
3. «White Light/White Heat»
4. «Modern Love»

## Расписание концертов
| Дата             | Город            | Страна             | Место                                              | Посещаемость / квота | Доход            |
| Северная Америка | Северная Америка | Северная Америка   | Северная Америка                                   | Северная Америка     | Северная Америка |
| ---------------- | ---------------- | ------------------ | -------------------------------------------------- | -------------------- | ---------------- |
| 4 марта 1990     | Квебек           | Канада             | Colisée de Québec                                  | 15,000 / 15,756      | $397,500         |
| 6 марта 1990     | Монреаль         | Канада             | Montreal Forum                                     | 16,235 / 19,000      | $535,755         |
| 7 марта 1990     | Торонто          | Канада             | Skydome                                            | 55,000 / 55,000      | $1,229,008       |
| 10 марта 1990    | Виннипег         | Канада             | Winnipeg Arena                                     | 18,460 / 18,460      | $486,328         |
| 12 марта 1990    | Эдмонтон         | Канада             | Northlands Coliseum                                | 13,000 / 13,000      | $264,000         |
| 13 марта 1990    | Калгари          | Канада             | Olympic Saddledome                                 | 18,000 / 22,000      | $360,000         |
| 15 марта 1990    | Ванкувер         | Канада             | Pacific Coliseum                                   | 17,500 / 17,500      | $420,000         |
| Европа           |                  |                    |                                                    |                      |                  |
| 19 марта 1990    | Бирмингем        | Англия             | National Exhibition Centre                         | 34,560 / 38,000      | $978,589         |
| 20 марта 1990    | Бирмингем        | Англия             | National Exhibition Centre                         | 34,560 / 38,000      | $978,589         |
| 23 марта 1990    | Эдинбург         | Шотландия          | Royal Highland Exhibition Centre                   | 42,000 / 42,000      | $924,000         |
| 24 марта 1990    | Эдинбург         | Шотландия          | Royal Highland Exhibition Centre                   | 42,000 / 42,000      | $924,000         |
| 26 марта 1990    | Лондон           | Англия             | Docklands Arena                                    | 43,560 / 45,000      | $1,089,000       |
| 27 марта 1990    | Лондон           | Англия             | Docklands Arena                                    | 43,560 / 45,000      | $1,089,000       |
| 28 марта 1990    | Лондон           | Англия             | Docklands Arena                                    | 43,560 / 45,000      | $1,089,000       |
| 30 марта 1990    | Роттердам        | Нидерланды         | Rotterdam Ahoy                                     | 13,000 / 13,000      |                  |
| 1 апреля 1990    | Дортмунд         | Западная Германия  | (Перенесён) Westfalenhalle                         | N/A                  | N/A              |
| 2 апреля 1990    | Париж            | Франция            | Palais Omnisports de Paris-Bercy                   | 40,000 / 40,000      |                  |
| 3 апреля 1990    | Париж            | Франция            | Palais Omnisports de Paris-Bercy                   | 40,000 / 40,000      |                  |
| 5 апреля 1990    | Франкфурт        | Западная Германия  | Festhalle Frankfurt                                | N/A                  | N/A              |
| 7 апреля 1990    | Гамбург          | Западная Германия  | Alsterdorfer Sporthalle                            | 7,000 / 7,000        |                  |
| 8 апреля 1990    | Западный Берлин  | Западная Германия  | Deutschlandhalle                                   | 10,000 / 10,000      |                  |
| 10 апреля 1990   | Мюнхен           | Западная Германия  | Olympiahalle                                       | 12,000 / 12,000      |                  |
| 11 апреля 1990   | Штутгарт         | Западная Германия  | Hanns-Martin-Schleyer-Halle                        | Неизвестно           | Неизвестно       |
| 13 апреля 1990   | Милан            | Италия             | Palatrussardi                                      | Неизвестно           | Неизвестно       |
| 14 апреля 1990   | Милан            | Италия             | Palatrussardi                                      | Неизвестно           | Неизвестно       |
| 17 апреля 1990   | Рим              | Италия             | Palaeur                                            | Неизвестно           | Неизвестно       |
| 18 апреля 1990   | Рим              | Италия             | (Отменён) Palaeur                                  | N/A                  | N/A              |
| 20 апреля 1990   | Брюссель         | Бельгия            | Vorst Forest Nationaal                             | 16,000 / 16,000      |                  |
| 21 апреля 1990   | Брюссель         | Бельгия            | Vorst Forest Nationaal                             | 16,000 / 16,000      |                  |
| 22 апреля 1990   | Дортмунд         | Западная Германия  | Westfalenhalle                                     | Неизвестно           | Неизвестно       |
| Северная Америка |                  |                    |                                                    |                      |                  |
| 27 апреля 1990   | Майами           | Соединённые Штаты  | Miami Arena                                        | 13,121 / 13,121      | $338,388         |
| 29 апреля 1990   | Пенсакола        | Соединённые Штаты  | Pensacola Civic Center                             | 10,000 / 10,000      | $210,000         |
| 1 мая 1990       | Орландо          | Соединённые Штаты  | Orlando Arena                                      | 18,000 / 18,000      | $378,000         |
| 4 мая 1990       | Сент-Питерсберг  | Соединённые Штаты  | Florida Suncoast Dome                              | 40,000 / 50,000      | $840,000         |
| 5 мая 1990       | Джэксонвилл      | Соединённые Штаты  | Jacksonville Memorial Coliseum                     | 8,760 / 10,125       | $183,960         |
| 7 мая 1990       | Атланта          | Соединённые Штаты  | Omni Coliseum                                      | 10,912 / 12,781      | $257,500         |
| 9 мая 1990       | Чапел-Хилл       | Соединённые Штаты  | Dean Smith Center                                  | 17,500 / 21,750      | $367,500         |
| Азия             |                  |                    |                                                    |                      |                  |
| 15 мая 1990      | Токио            | Япония             | Tokyo Dome                                         | 110,000 / 110,000    | $2,310,000       |
| 16 мая 1990      | Токио            | Япония             | Tokyo Dome                                         | 110,000 / 110,000    | $2,310,000       |
| Северная Америка |                  |                    |                                                    |                      |                  |
| 20 мая 1990      | Ванкувер         | Канада             | BC Place Stadium                                   | 46,560 / 55,000      | $976,500         |
| 21 мая 1990      | Такома           | Соединённые Штаты  | Tacoma Dome                                        | 23,000 / 23,000      | $483,000         |
| 23 мая 1990      | Лос-Анджелес     | Соединённые Штаты  | Los Angeles Memorial Sports Arena                  | 12,756 / 12,756      | $356,991         |
| 24 мая 1990      | Сакраменто       | Соединённые Штаты  | California Exposition                              | 13,961 / 13,961      | $384,165         |
| 26 мая 1990      | Лос-Анджелес     | Соединённые Штаты  | Dodger Stadium                                     | 40,877 / 47,000      | $1,117,086       |
| 28 мая 1990      | Маунтин-Вью      | Соединённые Штаты  | Shoreline Amphitheatre                             | 35,207 / 40,000      | $862,515         |
| 29 мая 1990      | Маунтин-Вью      | Соединённые Штаты  | Shoreline Amphitheatre                             | 35,207 / 40,000      | $862,515         |
| 1 июня 1990      | Денвер           | Соединённые Штаты  | McNichols Sports Arena                             | 35,800 / 35,800      | $823,400         |
| 2 июня 1990      | Денвер           | Соединённые Штаты  | McNichols Sports Arena                             | 35,800 / 35,800      | $823,400         |
| 4 июня 1990      | Даллас           | Соединённые Штаты  | Starplex Amphitheater                              | 11,538 / 20,000      | $276,167         |
| 6 июня 1990      | Остин            | Соединённые Штаты  | Frank Erwin Center                                 | 17,678 / 17,900      | $618,730         |
| 7 июня 1990      | Хьюстон          | Соединённые Штаты  | Woodlands Pavilion                                 | 9,481 / 10,000       | $215,877         |
| 9 июня 1990      | Канзас-Сити      | Соединённые Штаты  | Sandstone Amphitheater                             | 18,000 / 18,000      | $378,000         |
| 10 июня 1990     | Сент-Луис        | Соединённые Штаты  | St. Louis Arena                                    | 8,975 / 18,000       | $235,175         |
| 12 июня 1990     | Ноблсвилл        | Соединённые Штаты  | Deer Creek Music Center                            | 10,100 / 18,000      | $237,350         |
| 13 июня 1990     | Милуоки          | Соединённые Штаты  | Marcus Amphitheater                                | 25,000 / 25,000      | $600,000         |
| 15 июня 1990     | Чикаго           | Соединённые Штаты  | World Music Theatre                                | 55,130 / 56,000      | $1,543,640       |
| 16 июня 1990     | Чикаго           | Соединённые Штаты  | World Music Theatre                                | 55,130 / 56,000      | $1,543,640       |
| 19 июня 1990     | Кливленд         | Соединённые Штаты  | Richfield Coliseum                                 | 26,319 / 26,319      | $657,975         |
| 20 июня 1990     | Кливленд         | Соединённые Штаты  | Richfield Coliseum                                 | 26,319 / 26,319      | $657,975         |
| 22 июня 1990     | Оберн-Хилс       | Соединённые Штаты  | The Palace of Auburn Hills                         | 39,225 / 39,900      | $980,625         |
| 24 июня 1990     | Оберн-Хилс       | Соединённые Штаты  | The Palace of Auburn Hills                         | 39,225 / 39,900      | $980,625         |
| 25 июня 1990     | Оберн-Хилс       | Соединённые Штаты  | The Palace of Auburn Hills                         | 39,225 / 39,900      | $980,625         |
| 27 июня 1990     | Бергетстаун      | Соединённые Штаты  | Coca-Cola Star Lake Amphitheater                   | 12,521 / 22,917      | $375,630         |
| 30 июня 1990     | Сент-Джонс       | Канада             | Memorial Stadium                                   | 6,000 / 6,000        | $126,000         |
| 2 июля 1990      | Монктон          | Канада             | Moncton Coliseum                                   | 7,200 / 7,200        | $187,200         |
| 4 июля 1990      | Торонто          | Канада             | Canadian National Exhibition Stadium               | 73,000 / 74,500      | $1,825,000       |
| 6 июля 1990      | Оттава           | Канада             | Ottawa Civic Centre                                | 9,500 / 9,750        | $199,500         |
| 7 июля 1990      | Саратога-Спрингс | Соединённые Штаты  | Saratoga Performing Arts Center                    | 25,000 / 25,000      | $700,000         |
| 9 июля 1990      | Филадельфия      | Соединённые Штаты  | The Spectrum                                       | 74,000 / 74,000      | $1,554,000       |
| 10 июля 1990     | Филадельфия      | Соединённые Штаты  | The Spectrum                                       | 74,000 / 74,000      | $1,554,000       |
| 12 июля 1990     | Филадельфия      | Соединённые Штаты  | The Spectrum                                       | 74,000 / 74,000      | $1,554,000       |
| 13 июля 1990     | Филадельфия      | Соединённые Штаты  | The Spectrum                                       | 74,000 / 74,000      | $1,554,000       |
| 16 июля 1990     | Юниондейл        | Соединённые Штаты  | Nassau Veterans Memorial Coliseum                  | 14,500 / 14,500      | $435,000         |
| 18 июля 1990     | Колумбия         | Соединённые Штаты  | Merriweather Post Pavilion                         | 36,460 / 38,000      | $984,420         |
| 19 июля 1990     | Колумбия         | Соединённые Штаты  | Merriweather Post Pavilion                         | 36,460 / 38,000      | $984,420         |
| 21 июля 1990     | Фоксборо         | Соединённые Штаты  | Sullivan Stadium                                   | 57,000 / 60,000      | $1,197,000       |
| 23 июля 1990     | Хартфорд         | Соединённые Штаты  | Hartford Civic Center                              | 12,760 / 12,760      | $273,063         |
| 25 июля 1990     | Ниагара-Фолс     | Соединённые Штаты  | Niagara Falls Convention and Civic Center          | 10,000 / 10,000      | $230,000         |
| 29 июля 1990     | Ист-Ратерфорд    | Соединённые Штаты  | Giants Stadium                                     | 80,000 / 80,000      | $1,711,993       |
| Европа           |                  |                    |                                                    |                      |                  |
| 4 августа 1990   | Милтон-Кинс      | Англия             | National Bowl                                      | 120,000 / 120,000    | $2,520,000       |
| 5 августа 1990   | Милтон-Кинс      | Англия             | National Bowl                                      | 120,000 / 120,000    | $2,520,000       |
| 7 августа 1990   | Манчестер        | Англия             | Мейн Роуд                                          | 80,000 / 83,000      | $2,640,000       |
| 9 августа 1990   | Дублин           | Ирландия           | Point Depot                                        | 24,150 / 26,000      | $507,150         |
| 10 августа 1990  | Дублин           | Ирландия           | Point Depot                                        | 24,150 / 26,000      | $507,150         |
| 13 августа 1990  | Фрежюс           | Франция            | Arènes de Fréjus                                   | 13,500 / 13,500      | $364,500         |
| 16 августа 1990  | Гент             | Бельгия            | Flanders Expo                                      | 5,000 / 5,000        | $130,000         |
| 18 августа 1990  | Неймеген         | Нидерланды         | Stadion de Goffert                                 | 14,500 / 14,500      | $304,500         |
| 19 августа 1990  | Маастрихт        | Нидерланды         | Maastricht Exhibition & Congress Centre            | 3,700 / 3,700        | $111,000         |
| 22 августа 1990  | Осло             | Норвегия           | Jordal Stadion                                     | 18,000 / 20,000      | 130,000          |
| 24 августа 1990  | Стокгольм        | Швеция             | Olympiastadion                                     | 30,000 / 33,000      | $602,540         |
| 25 августа 1990  | Копенгаген       | Дания              | Idraetsparken                                      | 95,000 / 97,000      | $3,230,000       |
| 26 августа 1990  | Копенгаген       | Дания              | Idraetsparken                                      | 95,000 / 97,000      | $3,230,000       |
| 29 августа 1990  | Линц             | Австрия            | Linzer Stadion                                     | 28,400 / 28,400      | $596,400         |
| 31 августа 1990  | Восточный Берлин | Восточная Германия | Weißensee Sportplatz                               | 6,750 / 6,750        | $162,000         |
| 1 сентября 1990  | Шютторф          | Западная Германия  | Festival Site                                      | 8,500 / 9,000        | $178,500         |
| 2 сентября 1990  | Ульм             | Западная Германия  | Open Air Festival                                  | 30,000/Неизвестно    | Неизвестно       |
| 4 сентября 1990  | Будапешт         | Венгрия            | MTK Stadium                                        | 5,675 / 5,675        | $124,850         |
| 5 сентября 1990  | Загреб           | Югославия          | Stadion Maksimir                                   | 54,740 / 60,000      | $1,204,280       |
| 8 сентября 1990  | Модена           | Италия             | Festa de l'Unità                                   | 45,000 / 45,000      | -                |
| 11 сентября 1990 | Хихон            | Испания            | Hipódromo de las Mestas                            | 10,000 / 10,000      | $250,000         |
| 12 сентября 1990 | Мадрид           | Испания            | Rockodromo Arena                                   | 9,850 / 12,000       | $285,650         |
| 14 сентября 1990 | Лисабон          | Португалия         | Alvalade Stadium                                   | 57,850 / 60,000      | $1,909,050       |
| 16 сентября 1990 | Барселона        | Испания            | Estadio Olímpico de Montjuic                       | 55,000 / 55,000      | $1,650,000       |
| Южная Америка    |                  |                    |                                                    |                      |                  |
| 20 сентября 1990 | Рио-де-Жанейро   | Бразилия           | Apoteose Square Hall                               | 40,000 / 40,000      | $1,052,325       |
| 22 сентября 1990 | Сан-Паулу        | Бразилия           | Estádio Palestra Itália                            | 70,000 / 70,000      | 1,750,000        |
| 23 сентября 1990 | Сан-Паулу        | Бразилия           | Estádio Palestra Itália                            | 70,000 / 70,000      | 1,750,000        |
| 25 сентября 1990 | Сан-Паулу        | Бразилия           | Olímpia Theatre                                    | -                    | -                |
| 27 сентября 1990 | Сантьяго         | Чили               | Rock in Chile Festival - Estadio Nacional de Chile | 60,456 / 60,456      | -                |
| 29 сентября 1990 | Буэнос-Айрес     | Аргентина          | River Plate Stadium                                | 60,356 / 61,000      | $1,267,476       |

## Звучащие в турне песни
| Из альбома Space Oddity - «Space Oddity» Из альбома Hunky Dory - «Changes» - «Life on Mars?» - «Queen Bitch» Из альбома The Rise and Fall of Ziggy Stardust and the Spiders from Mars - «Starman» - «Ziggy Stardust» - «Suffragette City» - «Rock ’n’ Roll Suicide» Из альбома Aladdin Sane - «Panic in Detroit» - «The Jean Genie» Из альбома Live Santa Monica ’72 - «I’m Waiting for the Man» (оригинальная версия выпущена на альбоме The Velvet Underground & Nico (1967) группы The Velvet Underground и певицы Нико; автор и композитор Лу Рид; неизданный материал из различных сессий Дэвида Боуи периода 1966-72 годов) Из альбома Ziggy Stardust: The Motion Picture - «White Light/White Heat» (оригинальная версия выпущена на альбоме White Light/White Heat (1968) группы The Velvet Underground; автор и композитор Лу Рид) Из альбома Diamond Dogs - «Rebel Rebel» Из альбома Young Americans - «Young Americans» - «Fame» (Дэвид Боуи, Джон Леннон, Карлос Аломар) Из альбома Station to Station - «Station to Station» - «Golden Years» - «TVC 15» - «Stay» | Из альбома Low - «Sound and Vision» - «Be My Wife» Из альбома «Heroes» - «„Heroes“» (Боуи, Брайан Ино) Из альбома Scary Monsters (and Super Creeps) - «Ashes to Ashes» - «Fashion» Из альбома Let’s Dance - «Modern Love» - «China Girl» (оригинальная версия выпущена на альбоме The Idiot (1977) Игги Попа; авторы: Игги Поп и Дэвид Боуи) - «Let’s Dance» Из альбома Tonight - «Blue Jean» Прочие песни: - «A Hard Rain’s a-Gonna Fall» (оригинальная версия выпущена на альбоме The Freewheelin’ Bob Dylan (1963) Боба Дилана; автор и и композитор: Боб Дилан) - «Alabama Song» (из оперы Бертольда Брехта Расцвет и падение города Махагони; авторы: Брехт и Курт Вайль; внеальбомный сингл с песней был выпущен позже, в 1980 году) - «Amsterdam» (оригинальная версия выпущена на альбоме Enregistrement Public à l'Olympia 1964 Жака Бреля, авторы: Брель и Морт Шуман; би-сайд сингла «Sorrow» (1973)) - «Baby, Please Don't Go» (оригинальная версия выпущена на сингле (1935) Биг Джо Уильямса) - «Baby What You Want Me to Do» (оригинальная версия выпущена на сингле (1959) Джимми Рида; наиболее известная кавер-версия записана Элвисом Пресли (1968)) - «Fame ’90» (House mix)" (новая версия одноимённой песни из альбома Young Americans (1975); выпущена на сингле в 1990 году) - «Heartbreak Hotel» (оригинальная версия выпущена на сингле (1956) Элвиса Пресли, авторы: Пресли, Мэй Борен Экстон и Томас Дёрден) - «„Helden“» (германоязычная версия песни «Heroes»; фигурировала на некоторых изданиях сингла «„Heroes“») - «John, I’m Only Dancing» (оригинальная версия выпущена на внеальбомном сингле (1972), «саксофонная» выпущена годом позже; автор Дэвид Боуи) - «Pretty Pink Rose» (оригинальная версия выпущена на альбоме Young Lions (1990) Эдриана Белью; автор Дэвид Боуи) - «You and I and George» (народная песня) - «Gloria» (оригинальная версия записана группой Them, изначально выпущена на би-сайде сингла «Baby, Please Don’t Go» (1964), а позже — на альбоме The Angry Young Them (1965); автор и композитор: Ван Моррисон) |